# Sean Hankinson
Sean Hankinson es un actor estadounidense.

## Vida y carrera
Hankinson nació y creció en Tucson, Arizona, y vivió brevemente en Albuquerque, Nuevo México, antes de mudarse a Los Ángeles, California. Asistió a Tucson High Magnet School, una escuela pública de artes escénicas. Durante la universidad, ganó un premio OC Weekly por el papel principal en Equus, una actuación que Los Angeles Times calificó de "tanto intrincada como minuciosa".

## Filmografía

### Cine
| Año  | Título                         | Papel                                  | Notas        |
| ---- | ------------------------------ | -------------------------------------- | ------------ |
| 2005 | 3 Girls and the Golden Cocoon  | Kyle                                   |              |
| 2006 | The Road Ahead                 | Joe                                    |              |
| 2007 | Cougar Club                    | Miembro del CC                         |              |
| 2007 | Fun on Earth                   | Persona que interrumpe en la cafetería | Cortometraje |
| 2007 | Curtain Call                   | Mike                                   | Cortometraje |
| 2009 | Drama Kings                    | Brody Bondalillo                       |              |
| 2011 | Bad Actress                    | Coordinador forense                    |              |
| 2013 | RockBarnes: The Emperor in You | Fanático #1 de Simon Foster            |              |
| 2015 | 4th Man Out                    | Derek                                  |              |
| 2016 | Stu                            | Camarero                               | Cortometraje |
| 2019 | Camp Wedding                   | Gore                                   |              |
| 2019 | Enjoy the Day                  | Brandon                                | Cortometraje |
| 2020 | The Glorias                    | Productor de TV                        |              |
| 2021 | 21st & Colonial                | Ben                                    | Cortometraje |
| 2022 | Gigi &amp; Nate                | Dr. Patidar                            |              |
| 2022 | Stalked Within                 | Supervisor                             |              |
| 2022 | Adult Swim Yule Log            | Ben                                    |              |
| 2023 | Reagan                         | Dalton Trumbo                          |              |

### Televisión
| Año     | Título                         | Papel                 | Notas                                  |
| ------- | ------------------------------ | --------------------- | -------------------------------------- |
| 2006    | Team Extreme                   | Niño asombroso        | Película de televisión                 |
| 2006    | Untold Stories of the E.R.     | Brett Maxwell         | Episodio: "Too Close to Home"          |
| 2007–12 | Prom Queen                     | Ben                   | Serie web; 51 episodios                |
| 2008    | Days of Our Lives              | Ethan Blaine          | 3 episodios                            |
| 2008    | Mystery ER                     | Brandon               | Episodio: "Rash Decision/Inflamed"     |
| 2008    | Lost Tapes                     | Evan Metcalf-Chambers | Episodio: "Megaconda"                  |
| 2011    | Foodies                        | Porter                | 3 episodios                            |
| 2011    | 90210                          | Chico De Camisa Polo  | Episodio: "Let the Games Begin"        |
| 2011    | Digimon Fusion Battles         | Kenny                 |                                        |
| 2012    | Dates from Hell                | Boris                 | Episodio: "A Kiss Before Dying"        |
| 2012–15 | Barbie: Life in the Dreamhouse | Ken                   | Serie web; 74 episodios (voz)          |
| 2015    | This Is My Roommate            | Chico necesitado      | Episodio: "The Right One"              |
| 2016    | The SeanTal Show               | Sean                  | Miniserie; 5 episodios                 |
| 2016    | Turn: Washington's Spies       | Mensajero 2           | Episodio: "Trial and Execution"        |
| 2017    | Bull                           | Jurado #1             | Episodio: "The Devil, The Detail"      |
| 2020    | Dwight in Shining Armor        | Herald                | Episodio: "Just Desserts"              |
| 2021    | Dinastía                       | Darryl                | Episodio: "The British Are Coming"     |
| 2021    | Games People Play              | Reportero 1           | 2 episodios                            |
| 2022    | Naomi                          | Steve O'Brien         | Episodio: "Unidentified Flying Object" |
| 2022    | Atlanta                        | Hombre con gafas      | Episodio: "Three Slaps"                |
| 2022    | Woke                           | Frank                 | Episodio: "Sole Train"                 |
| 2022    | The First Lady                 | Reportero             | Episodio: "Voices Carry"               |
| 2022    | The Ms. Pat Show               | Johnny James          | Episodio: "Trigger Warning"            |
| 2022    | Vigilante                      | Maestro               | Episodio: "Götterdämmerung"            |
| 2022    | Step Up: High Water            | Reportero #2          | Episodio: "Never Scared"               |

### Videojuegos
| Año  | Título                  | Papel | Notas |
| ---- | ----------------------- | ----- | ----- |
| 2013 | Barbie Dreamhouse Party | Ken   | Voz   |